# حیدرآباد (کارواندر)
حیدرآباد، روستایی از توابع بخش مرکزی شهرستان خاش در استان سیستان و بلوچستان ایران است.

## جمعیت
این روستا در دهستان کارواندر قرار دارد و براساس سرشماری مرکز آمار ایران در سال ۱۳۹۵، سکنهٔ آن کمتر از سه خانوار بوده‌است.